# Ковш Шепелева
Ковш Шепелева — серебряный ковш, кованый, позолоченный. В 1661 году был дан в награду за службу Аггею Алексеевичу Шепелеву.

## История
Шепелев был командиром 1-го Московского выборного полка солдатского строя. В 1661 году за службу он был награждён серебряным ковшом, 40 соболями и 450 ефимками на покупку вотчины. Ковш был изготовлен московскими мастерами. В 1939 году поступил в ГРМ из коллекции Эрмитажа, где составлял часть собрания великого князя Алексея Александровича, приобретенного для Эрмитажа в 1909 г. Ковш занимает особое место среди изделий из серебра в коллекции произведений древнерусского прикладного искусства.

## Описание
На дне круг с резным изображением двуглавого орла. Дополнительную ценность ковшу придает гравированная надпись, свидетельствующая о принадлежности Агею Шепелеву. Надпись идет вдоль края ковша: «Ковшом государь пожаловал полковнику Агею Алексеевичю Шепелеву, что он был во 168 и во 169 м году на службе з боярином и воеводою со князем Юрьем Алексеевичем Долгоруким и на боях з гетманы Сопегою и с Чернецким с полскими и литовскими людми бился».
Хранится в Государственном Русском Музее в Санкт-Петербурге.